# 诺尔曼·白求恩广场
诺尔曼·白求恩广场（法語：Place Norman-Bethune）是一个坐落于蒙特利尔市中心的小型城市广场，它坐落于盖伊街和梅桑纳芙大道西段交叉口的西北侧。距离康考迪亚大学乔治威廉姆斯爵士校区和盖伊-康考迪亚地铁站很近。广场的主要建筑是诺尔曼·白求恩雕像。

## 画廊

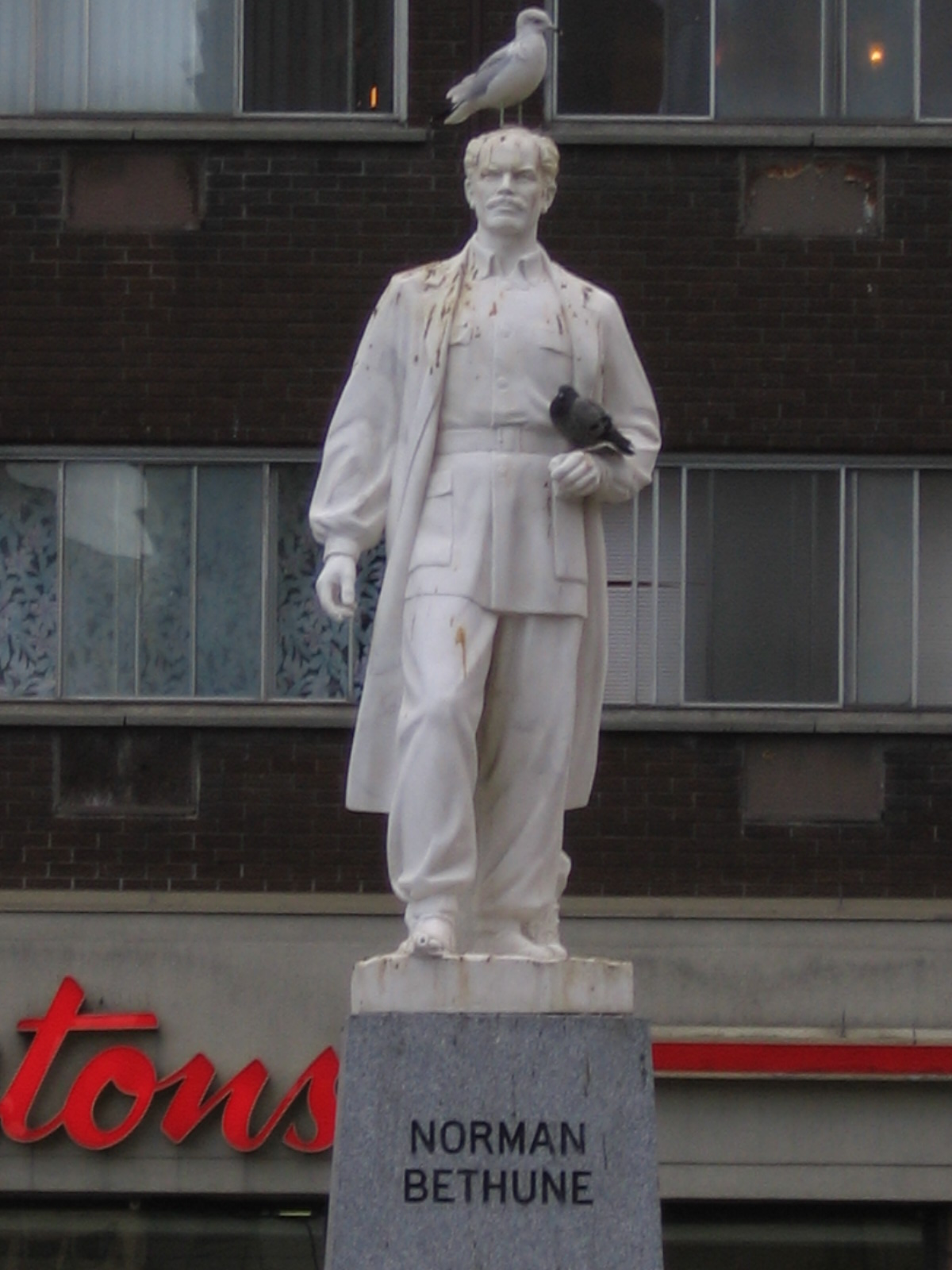
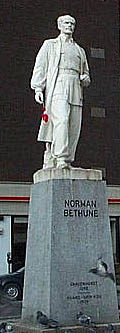
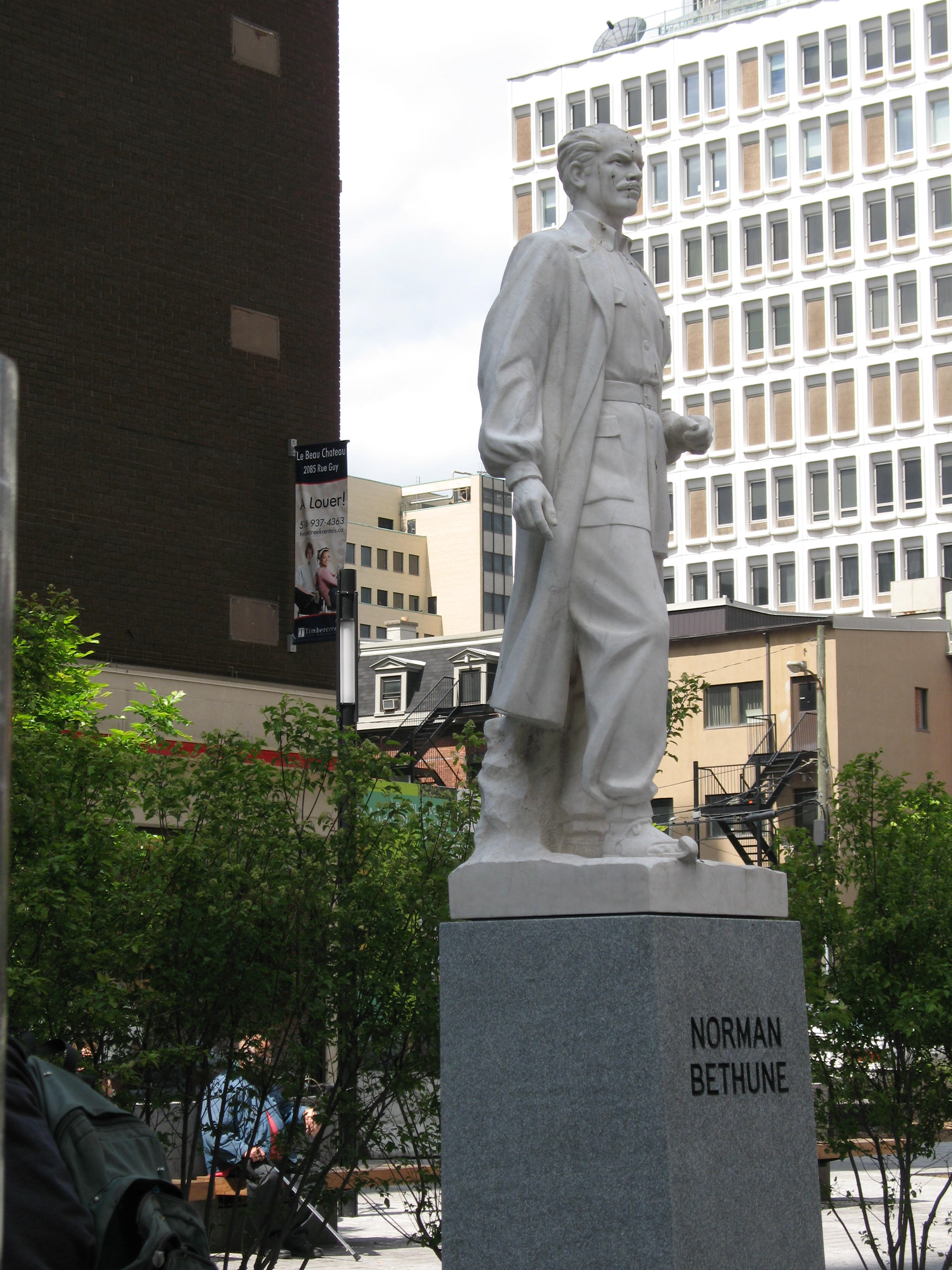
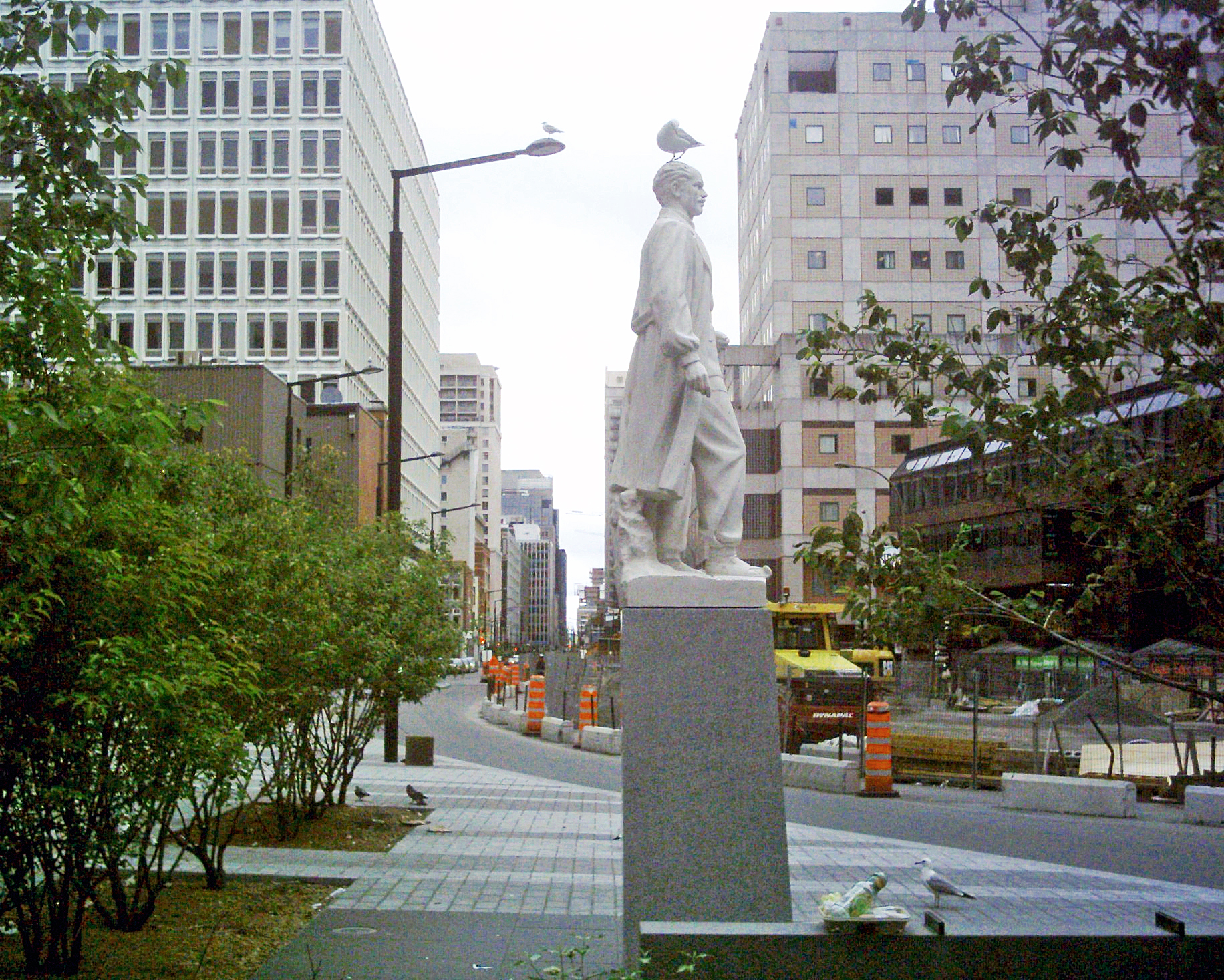